# Luiz Henrique Schwanke
Luiz Henrique Schwanke (Joinville, 16 de junho de 1951 – Florianópolis, 27 de maio de 1992) foi um artista plástico brasileiro.

## Biografia
Desde a infância Schwanke demonstrou aptidão artística. Quando adolescente, recebeu vários prêmios com textos que escrevia para festivais de teatro amador, na época promovidos pelo governo do estado de Santa Catarina.
Seu primeiro reconhecimento nas artes plásticas foi através de um desenho realizado em 1962, quando ainda cursava o primário no Grupo Escolar Rui Barbosa, desenho esse que participou do 11º Salão Nacional de Arte Infantil, promovido pela Folha de S.Paulo, e com o qual recebeu medalha de ouro em Santa Catarina e menção honrosa em São Paulo.
Inicialmente primitivista e puntilista, sua primeira mostra individual, com pinturas, ocorreu em 1969 na “Exposição de Flores e Artes de Joinville”. Nesse mesmo ano, realizou um curso técnico de reportagem e jornalismo promovido pela Prefeitura de Joinville.
Em 1970 mudou-se para Curitiba, e chegou a frequentar o curso de Direito durante três anos. Em 1974 formou-se em Comunicação Social pela Universidade Federal do Paraná (UFPR), onde entrou em contato com a história da arte. Atuou como publicitário em Curitiba por três anos (1977-1980), mas permaneceu na cidade durante 15 anos, com intensa produção artística.
Foi assessor cultural do Diretório Acadêmico Rocha Pombo do Paraná (Darpp) em quatro gestões, no período em que cursou a faculdade, organizando quatro salões de artes plásticas realizados na Faculdade de Filosofia.
Também mostrou interesse pelo teatro, onde desenvolveu trabalhos como escritor, ator e cenógrafo.

## Carreira
Realizou mais de 130 exposições, entre individuais e coletivas, e participou dos mais importantes salões nacionais, recebendo mais de 30 premiações, tendo sido o artista brasileiro mais premiado nos salões de 1985.
Em 1989, foi selecionado por uma comissão composta por Paulo Sergio Duarte, Sheila Lerner, Evelyn Berg Iochpe e Frederico de Moraes a expor no Parque Lage, na Bienal do Rio de Janeiro.
Em 1991, participou da  21ª Bienal Internacional de São Paulo, estando entre os 51 artistas brasileiros selecionados dos 2.059 concorrentes de 58 países.
Morreu em 1992, deixando uma obra diversificada e numerosa, compondo mostras de importância nacional e internacional, e tendo participado em mais de 130 exposições.

## Principais exposições

### Exposições individuais
- Galeria Sérgio Milliet, 1980
- Galeria Arco Arte Contemporânea, 1987
- Cada Cabeça uma Sentença, Museu de Arte Moderna, São Paulo, 1989
- Museu Nacional de Belas-Artes, Rio de Janeiro, 1989
- Joinville, 1989
- Escola de Artes Visuais do Parque Lage, Rio de Janeiro, 1990

### Exposições Coletivas e prêmios
- XLII Salão Paranaense, Museu de Arte Contemporânea do Paraná (Prêmio Exposição Individual), 1985
- XXXVIII Salão de Artes Plásticas de Goiânia (Prêmio Nominal D. J. Oliveira), 1985
- XVII Salão Nacional de Artes plásticas de Belo Horizonte/ Destaque Anual Revista Veja, 1985
- II Salão de Artes Plásticas de Americana (Grande Prêmio), 1986
- XXXIX Salão Nacional de Artes plásticas de Pernambuco (Prêmio Construtora Norberto Oldebrecht), 1986
- IV Salão Paulista de Arte Contemporânea (Prêmio Aquisição e Prêmio Exposição Individual Galeria Bemge), 1986
- Bienal Latino-Americana de Arte sobre Papel, Buenos Aires; Caminhos do Desenho Brasileiro, Museu de Arte do Rio Grande do Sul/ IX Salão Nacional de Artes plásticas (Prêmio Aquisição), 1986
- X Salão Nacional de Artes plásticas; Bienal, Rio de Janeiro (Menção Especial do Júri), 1988
- XLV Salão Paranaense (Prêmio Aquisição) (Fonte: Catálogo da 21.ª Bienal Internacional de São Paulo, pág. 297), 1988
- Bienal Internacional de São Paulo, 1991. Sua obra mais conhecida é a apresentada em 1991, na Bienal Internacional de São Paulo, o Cubo de Luz – Antinomia.

## Legado
Ao todo, é autor de mais de 3 mil obras, entre desenhos, esculturas, pinturas e instalações, que atualmente estão em coleções particulares, no acervo de museus e instituições culturais.
Em 1994, com a curadoria de Agnaldo Farias, cinco obras de Schwanke integraram o segmento “A atualidade (1980 aos nossos dias)”, da Bienal Brasil Século 20, com curadoria-geral de Nelson Aguilar, que almejou contar a história da arte brasileira no século XX.
Sua obra mais conhecida, “Cubo de Luz, Antinomia”, foi montada uma única vez, na 21ª Bienal Internacional de São Paulo, e faz parte do livro comemorativo “Bienal 50 Anos”, da Fundação Bienal Internacional de São Paulo.
Entre julho e setembro de 2005, na exposição “Dor, Forma e Beleza - A representação criadora da experiência traumática”, realizada na Estação Pinacoteca, em São Paulo, teve Shwanke como um dos escolhidos entre os vários artistas nacionais e internacionais.
Em Joinville, foi criado o Instituto Schwanke, que busca catalogar e organizar sua produção artística, que se supõe ser superior a 3.000 obras.
O curta-documentário sobre sua obra, “À Luz de Schwanke”, recebeu o Prêmio Cinemateca Catarinense em 2007, sob direção de Ivaldo Brasil e Maurício Venturi.

## Características de suas obras
Schwanke personificou o artista que não se utilizava apenas da técnica, mas sua poética buscava o conhecimento, através de cursos e extensa bibliografia. Apresentou uma obra cercada de erudição, seja pela plasticidade, seja pelos seus escritos.
Revelava o fascínio pela luz, principalmente o tratamento dado no período barroco, mais especificamente nas obras de Caravaggio (1571-1610), e foi influenciado, também, pela pop art de Andy Warhol (1928-1987). Teve influências, também, do neo-expressionismo, concretismo, construtivismo e minimalismo.
Sua produção pode ser organizada em três décadas. Nos anos 1970, há o destaque especial dos desenhos, através dos quais fazia releituras de obras renascentistas e barrocas. Na década de 80 destacou-se sobretudo na pintura, fase marcada pelo conceitual e a gestualidade expressiva. Inicialmente surgem os seios e depois os perfis, os quais foram denominados de "carrancas" pela crítica paranaense Adalice Araújo, e apelidados "linguarudos" pelo povo. Nos anos 90, predominam as instalações, algumas das quais têm como matéria-prima a energia elétrica.